# Matthew Denmark
Matthew Denmark (* 30. Dezember 1980 in Petrolia, Kanada) ist ein ehemaliger US-amerikanischer Volleyballspieler.

## Karriere
Denmark begann 1995 seine Volleyball-Karriere. Seine erste Station in Europa war der portugiesische Verein AA Alunos. Anschließend wechselte er nach Puerto Rico zu Naranjito Chengos. Weitere Engagements in Europa fand er bei CVM Tomis Constanța in Rumänien, bei Omonia Nikosia auf Zypern sowie bei den griechischen Vereinen Panellinios Athen und Foinikas Syros. Zwischenzeitlich kehrte der Mittelblocker nach Puerto Rico zurück und spielte für Guaynabo Mets. Im US-amerikanischen Außengebiet gewann er von 2004 bis 2006 dreimal die nationale Meisterschaft. In der Saison 2010/11 war Denmark mit Unicaja Almería im spanischen Pokal erfolgreich, verpasste jedoch den Meistertitel, obwohl sein Verein die Liga dominierte. Anschließend spielte er noch ein halbes Jahr für SU Saragossa, ehe der deutsche Meister VfB Friedrichshafen ihn im Januar 2011 als Ersatz für den verletzten Lukas Bauer verpflichtete. Mit dem US-Amerikaner gelang Friedrichshafen die Titelverteidigung. Für die Nationalmannschaft absolvierte Denmark fünf Länderspiele. 2013 beendete Denmark seine Volleyballkarriere und kehrte zurück in die USA.